# 2017年9月青川地震
2017年9月青川地震是一次在2017年9月30日14时14分37秒发生的地震。其震央位于中华人民共和国四川省广元市青川县马公乡附近（北緯32.27度，東經105.00度），震级为Ms5.4级，震源深度为13千米。震中附近最大烈度达到5（V）度。此次地震是广元市2017年以来发生的最大规模的地震。

## 各界反应

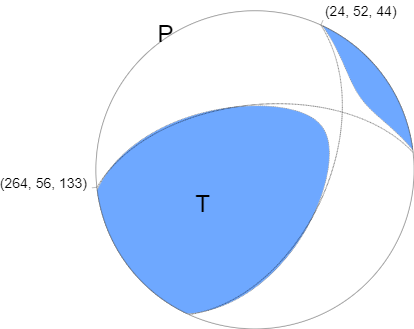
美国地质调查局（USGS）发布的本次地震的震源机制解。

### 地震预警
由广元市防震减灾局和成都高新减灾研究所参与建设的ICL地震预警技术系统成功预警此次地震，预警震级为5.1级。ICL地震预警技术系统为距震中78千米的广元市，预警时间18秒，预估烈度3.3度；距震中91千米的绵阳市，预警时间22秒，预估烈度3.0度；距震中123千米的陇南市，预警时间32秒，预估烈度2.6度；距震中140千米的德阳市，预警时间37秒，预估烈度2.4度。

### 机构观测解析
成都市地震台网初步测定，四川省广元市青川县附近(北纬32.3度，东经105.0度)发生5.1级左右地震。随后，中国地震台网（CEIC）发布正式测定值，正式测定震中位于四川省广元市青川县（北纬32.27度，东经105.00度）。地震规模为Ms5.4级，震源深度为13千米。
美国地质调查局（USGS）测定震中位于北纬32.320度、东经105.002度。地震规模为Mb5.5级、Mw5.1级，震源深度约为10.0千米。震中附近的马公乡烈度为5（V）度，成都市、南充市烈度为3（III）度，西安市、重庆市和天水市烈度为2（II）度。

中国地震局地震预测研究所初步判断，本次地震的矩震级为5.1级，是一次逆冲型为主的地震事件。
截至2017年9月30日16时24分，共记录到余震28次。余震震源深度集中于8－21公里。其中最大的为2017年9月30日14时26分于四川省广元市青川县发生的3.4级地震，震源深度21千米。

### 震后救灾
位于震中附近的青川县立即启动Ⅱ级应急响应。同时成立了应急指挥部，县委副书记、县长刘自强已经奔赴马公乡查看受灾具体情况。四川省地震局立即启动应急预案，实施III级应急响应，成立地震应急指挥部，召开紧急会议部署应急处置工作，指派当地防震减灾部门深入震区调查了解震情灾情，同时决定派出现场工作队协助当地政府抗震救灾。下设综合协调组、文秘宣传组、灾情评估组、监测组和临时党支部。15时20分，由四川地震局副局长雷建成带队的首批20人现场工作队紧急出发，携带现场设备装备，赶赴震区，组织开展震情监视、震情灾情调查评估、地震应急科普等工作，协同当地政府做好抗震救灾工作。陕西省地震局立即启动Ⅰ级应急响应，局长胡斌主持召开应急指挥部会议，要求强化灾情收集、信息报送、应急值守、地震监测、趋势研判、灾害损失调查评估、新闻宣传、维护社会稳定等各项应急处置工作。副局长刘晨带领由8名队员组成的现场应急工作队赶赴汉中，开展现场灾害调查和应急处置工作。
地震发生后2小时左右，为避免发生拥挤踩踏等意外情况，正在四川省绵阳火车站候车返乡的一些满服役期战士主动帮助绵阳站进行秩序维护工作。青川县将对房屋受损群众由相关乡镇安排专人对接联系，密切关注所急所需，待排查结束，对受损房屋作进一步评估后，根据鉴定情况对危房进行加固或改造。

## 受灾情况
成都理工大学地质灾害防治与地质环境保护国家重点实验室常务副主任许强认为，青川县重建房屋的设防烈度达到七度，5.4级地震不可能有这么高烈度，再加上这几年人们的防灾意识也不断增强，不会有太大影响。
据移动人口大数据分析，震中20公里范围内人口数约4.2万，50公里范围内约62万，100公里范围内约684万。209省道雁门至六合段改建工程（正在建设）螺旋崖段滚石致1名工人脚部轻微受伤，枫顺省道东雁路五道河处落石堵塞道路，已实施现场交通管制。北部山区雁门镇、敬元乡、枫顺乡、六合乡等部分房屋轻微受损（瓦片松动、掉落）。其中，枫顺乡清花村三组一村民房屋烟囱倒塌导致屋顶大面积受损，六合乡河石村一村民车辆被石头砸中导致面包车后车门脱落，无人员受伤。全市所有学校和景区都已经电话核实，没有异常情况。全市通讯也十分畅通。
四川省境内共计16列区间客车（动车5列）、30列站内客车、约46列货车受影响。其中宝成铁路16列客车、24列货车受影响，致使广元站一千多余旅客受到影响。广元车务段管内值班干部立即启动自然灾害应急处置预案，迅速将T8次列车扣停在站内广元站站内；管内其他各部门、中间站也立即扣发站内的货物及旅客列车，确保了广元地区铁路运输安全平稳有序。
截止9月30日下午15时，广元市境内部分农户农房和农村公路不同程度受损，水、电、通信正常运行。广元市境内的剑门关、唐家河、明月峡等景区景点未受到地震影响，国庆假期正常开门欢迎客。目前，地震灾区广大群众情绪稳定，交通畅通、治安稳定，群众生产生活有序。目前景区无一起旅游安全事故，也没有发现任何灾害，旅游秩序井然。通往青川的高速公路也处于正常通行的状态中。
绵阳市防震减灾局报告，平武县水观镇大沟村后山出现岩石塌方，导致1户房屋垮塌，但无人员伤亡；凤鹤村垮塌1户圈舍，其他部分群众住房出现烟囱、瓦垮塌现象，部分山体出现塌方。